# Samtredia (gmina)
Gmina Samtredia (gruz. სამტრედიის მუნიციპალიტეტი) – jednostka administracyjna Imeretii w Gruzji. Siedzibą gminy jest miasto Samtredia. 

## Położenie
Gmina położona jest w zachodniej części Imeretii, a jednocześnie w centralnej części Gruzji.

## Ludność
Na podstawie danych statystycznych z 2024 roku gminę Samtredia zamieszkuje 39 300 osób. 